# 5 Dywizjon Kawalerii
5 Dywizjon Kawalerii – jednostka rozpoznawcza Polskich Sił Zbrojnych w ZSRR.
5 Dywizjon Kawalerii rozpoczęto formować w miejscowości Tatiszczewo w drugiej połowie września 1941 roku. Wchodził w skład 5 Wileńskiej Dywizji Piechoty. 22 grudnia 1941 roku na podstawie rozkazu dowództwa 5 DP dywizjon został przemianowany na Pułk Kawalerii 5 Dywizji Piechoty.
W lutym 1942 roku na podstawie rozkazu dowódcy PSZ w ZSRR L.dz.650/Org./Tj./42 pułk został rozformowany, a żołnierze weszli w skład organizującego się 1 Pułku Ułanów Krechowieckich i zakwaterowani w miejscowości Otar.

## Organizacja i obsada personalna dywizjonu
- dowódca dywizjonu – mjr Kazimierz Choroszewski z 4 puł.[a]
- dowódca 1 szwadronu – rtm. Apolinary Walerian z 13 puł
- dowódca 2 szwadronu – rtm. Narcyz Łopianowski z 1 puł
- dowódca plutonu ckm – ppor. Edmund Kowalewski